# Acanthoscelides pygidionotatus
Acanthoscelides pygidionotatus is een keversoort uit de familie bladkevers (Chrysomelidae). De wetenschappelijke naam van de soort werd in 1929 gepubliceerd door Maurice Pic.